# Massimo Agostini
Massimo Agostini, alcunhado de Condor (Rimini, 20 de janeiro de 1964) é um ex-futebolista e treinador de futebol italiano que fez sucesso na Roma e no Milan nas décadas de 1980 e 1990. Hoje é o treinador do Murata, clube da minúscula república de San Marino. Trabalha também na Seleção Sub-21 da Sereníssima.
Foi Agostini que persuadiu o então ex-jogador brasileiro Aldair, tetracampeão em 1994, a retornar aos gramados.